# Megasema unimacula
Megasema unimacula är en fjärilsart som beskrevs av Barend J. Lempke 1962. Megasema unimacula ingår i släktet Megasema och familjen nattflyn. Inga underarter finns listade i Catalogue of Life.